# 교원 양성 제도
교원 양성 제도(敎員養成制度)는 법에서 규정된 제도를 바탕으로 초등, 중등 교육에 필요한 교원을 양성하는 제도를 말한다.

## 교원양성제도 성립의 동기
유럽의 여러 선진국가에서의 교원양성제도는 19세기 중엽에 초등교원의 양성을 주목적(主目的)으로 하여 거의 그 성립을 보았다. 그 성립을 추진한 동인을 간추려 보면, 각국에 있어서 약간의 차이는 있으나, 대개 다음과 같은 점에서 공통된다고 할 수 있다.

### 근대교육학의 성립

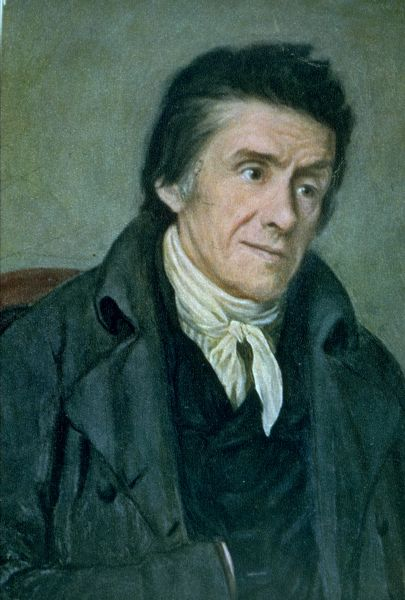
요한 하인리히 페스탈로치

교원양성제도 성립의 가장 본원적(本源的)인 동인은 근대교육학의 성립이다. 인간형성의 의의를 해명하고, 교육방법의 탐구를 목적으로 근대교육학이 출발하였으나, 처음에는 새로운 교육방법의 담당자인 교사의 자질이 문제가 되었다. 따라서 근대교육학의 선구자로 간주되는 사람들의 교육론 속에는, 다소 교사에 관한 논의가 되고 있다. 예를 들어 코메니우스(J. A. Comenius)는 그의 저서 《판파에디아》 중에서 《보편적 교사》라는 한 항을 설정하였고, 루소(J. J. Rousseau)는 그의 저서 《에밀》에서 '어린이의 자연성과 개발해야 할 교사상'을 시사하였으며, 페스탈로치(J. H. Pestalozzi)는 초등학교 교사에 대해서 '기초교육'의 이념을 분명히 하였으며, '매트데'라는 무기를 제공함과 함께 교사양성의 이론을 논하였다. 특히 페스탈로치의 교육론은 교원양성에 관련되는 구체성을 가지고 있었기 때문에, 19세기 초기 프로이센을 비롯한 각국 사범학교에 영향을 주었다. 신교육의 '메카'로 많은 참관자나 체류자를 매혹시킨 그의 학원은 그러한 뜻에서 당시에 있어서 국제적인 교원양성소라고도 할 수 있는 것이다.

### 교원양성론과 그 실천
보다 직접적인 동기는 교원양성론의 전개와 그 이론의 실천을 들 수 있다. 그 선구는 프로이센과 프랑스에서 이미 17, 8세기에 볼 수 있었다. 우선 프로이센에 관해서 본다면, 프랑케(A. H. Francke) 및 그의 후계자 헤커(J. Hecker)에 의해 사립교원양성소가 설립되었고, 또한 로호(F. E. Rochow)에 의해서 농촌학교 교원의 양성이 기도되었다. 특히 로호는 1779년에 《민중학교로 국민성을》을 저술하여 교원양성소에 관해서 논하였고, 거기서 사용하는 교재로 《계몽을 바라고, 또한 이것을 필요로 하는 교사를 위한 지침서》를 집필하였다. 프랑스에서는 가톨릭교회의 포교활동 중에서 라살(La Salle)에 의한 교원양성의 실천이 생겨났다. 그는 종교적 헌신의 정신으로 민중교육에 이바지하는 교사를 양성하기 위해서 1684년에 그가 조직한 '기독교 학교동포회(Ereres des Écoles Chrétiennes)'를 통하여 교원양성사업을 행하였다. 19세기에 들어와서는 각국에서 더욱 본격적인 교사·교사양성론이 제시되었다. 그 중에서도 특히 주목할 만한 것은, 베를린 사범학교장 디스테르베르크(F. A. W. Diesterwerg)의 '교사의 직업의식의 앙양' 이론, 영국 바타시 사범학교의 창립자 케이 셔틀워스(J. P. Kay-shuttleworth)의 '교사로서의 성격형성'에 관한 이론, 미국 최초의 주립사범학교의 창설에 크게 기여한 호레이스 만(Horace Mann)의 '교직 신성' 및 '여자 교직 적성'의 이론 등은 모두 교사교육의 방향에 지침을 제시하는 중요한 이론이었다.

### 공교육제도의 성립
교원양성제도 성립의 가일층의 직접적인 동향으로서는 공교육제도의 성립을 들 수 있다. 유럽 여러 나라에 있어서는 예외 없이 교원양성은 공교육제도의 수립을 위해 우선적으로 착수하는 사항이었다.
미국은 1830년대에 매사추세츠주를 중심으로 하여 공교육 부흥운동이 일어났고, 1837년에는 합중국 최초의 주교육위원회의 발족했으나, 이 주교육위원회 최대의 과제는 주립사범학교의 설치에 있었다. 1839년 렉싱턴과 바레에서, 1840년에는 브리지워터에서 각기 주립사범학교가 설립됨으로써 매사추세츠주의 공교육제도는 큰 진전을 보였다. 당시 브룩스(C. Brooks)가 창도한 '교사가 있음으로써의 학교(As is the teacher, so is the school)'라는 슬로건은 교사교육의 중요성을 강조한 것이다.
영국에서는 1839년에 중앙교육행정기구로서 추밀원 교육위원회가 발족하였다. 이 위원회는 발족 직후에 국립사범학교에 관한 각서를 공표했으나, 종교단체의 반격에 직면하여 철회할 수밖에 없었다. 그 때문에 위원회는 민간사범학교에 대한 국고보조금 교부정책을 취하여, 1846년에는 교원견습생제도·여왕장학제도·교원면허제도의 3대 제도로 이루어지는 교원양성소제도의 수립에 성공하였다. 위원회의 공교육정책을 지도한 케이 셔틀워스는, 교원없이는 아무것도 할 수 없다는 것을 실감하고, "사범학교는 공교육제도의 중핵"이라고 주장하였다.
프로이센에서는 프리드리히 대왕(Friedrich Ⅱ)이 1763년에 일반지방 학사통칙을 제정하고, 장차 교사가 되는 자는 국립사범학교에서 일정기간 재학해야 함을 규정하였다. 1800년 예나전쟁에서 패배한 후의 프로이센은 페스탈로치의 교육이론을 도입하는 한편, 국민교육제도의 개혁을 추진하여, 그 일환으로서 교원양성제도의 정비·충실을 꾀하였다. 그 결과 사범학교는 양적으로나 질적으로 개선되고, 전 세계의 모범이 되었다.
프랑스에 있어서는 프랑스 혁명 시기에 의회에 수많은 공교육계획이 제안되었고, 그 중에는 교원양성계획도 포함되어 있었다. 예를 들어 라카날(J. Lacanal)이 제안한 《사범학교설치법》은 계획적인 교원양성기관의 설치가 공교육제도 수립상 불가결의 것임을 나타내었다. 이 법률에 의해서 파리 사범학교가 설립되었는데, 실제로는 고도의 연구원 완성기관이 되어 폐지되었다. 나폴레옹 제정기에는 고등사범학교가 설치됨과 동시에, 초등사범학교의 규정도 설정되었으나, 실현이 된 것은 1810년에 창립된 슈트라스브르 사범학교뿐이었다. 쿠생(V. Cousin)의 《프로이센 교육보고서》가 직접적인 자극이 되어, 1883년에 '기조교육법'이 규정됨으로써 프랑스의 사범학교는 전국적으로 설치되게 되었다.

## 교사양성제도의 발전과정
19세기 전반에 거의 성립을 본 각국의 사범학교는 미국의 'Normal school', 영국의 'Training school', 독일의 'Lehrerseminar', 프랑스의 'École normale primaire' 등으로 그 명칭에 있어 각기 다른 것처럼 형태에도 차이가 있었다. 이제 그같은 차이를 전제로 하고 19세기 중엽 이후에 있어서의 사범학교의 발전과정을 더듬어 보면 대개 다음과 같은 3가지 방향을 지적할 수가 있다.

### 교원양성의 전문화
미국에서는 사범학교 창설 당시부터 미국 전래의 아카데미 방식으로 하느냐, 프로이센의 세미나 방식으로 하느냐에 대해 의논이 나뉘어, 뉴욕주는 전자에 가까운 방법을, 매사추세츠주에서는 후자에 가까운 길을 택하였다. 후자의 경우를 택한 사범학교가 그 성과를 거둠에 따라, 교사양성의 이념은 점차 승인되었으나, 그럼에도 리버럴 아트를 중요시하는 의견은 여전히 강하여, 리버럴리즘(liberalism) 대 프로페셔널리즘(professionalism)은 미국 교원양성의 논쟁점의 하나가 되었다. 오늘날에도 일반대학에서 볼 수 있는 전자의 입장과, 사범대학에서 볼 수 있는 후자의 사이에는 여전히 간격이 있으나, 이제는 단순한 교과중심의 아카데미즘은 존재하지 않으며, 교사에 대한 교직전문의 필요성을 강조하고 시인하고 있는 점에서는 일치된다. 교직전문의 필요성은 컬럼비아 대학과 그 밖의 대학에 교육학부가 병설된 이래, 교육학의 연구가 진행되고 교육학의 학문적 지위가 승인된 데 힘입어, 더욱 중요시하게 된 것이다.
교원양성에 있어 교육학적인 뒷받침을 줄 것을 끈질기게 주장하고, 이를 과제로 삼아 온 것은 독일이다. 에두아르트 슈프랑거(E. Spranger)는 1920년에 그의 저서 《교원양성론》에서 전문적·목적적인 교육대학을 제안하였다. 이것은 오늘날 독일에 있어서도 점진적으로 실현되고 있다. 영국의 사범대학, 러시아의 교육대학 등도 그 이념에 있어서는 이와 공통된 것이다.

### 교원양성의 고등교육화
초등교원양성을 목적으로 하는 사범학교는 중등학교 정도의 위치에서 출발했으나, 이것을 대학수준으로 높이는 일, 즉 독일에서 말하는 '아카데미즘'이라는 일은 각국의 공통과제였다. 미국에서는 1920년경까지는 거의 70%의 사범학교가 사범대학이 되었고, 학사학위의 수여, 일반교육의 도입 등 대학으로서의 조건을 갖추었다. 오늘날 교원양성을 목적으로 하는 사범대학은 교양대학 또는 종합대학 중의 1학부, 또는 1학과로서 통합하게 함으로써 양자의 격차는 시정되어 나가고 있다. 독일에서는 바이마르 헌법에서 초등학교의 교원양성을 전국에 공통되는 원칙 밑에 대학에서 행할 것을 규정하였다. 그 결과로 교육 아카데미가 세워졌으나 아직 대학수준에는 미달이었다. 제2차세계대전 후에 이것이 교육대학으로 개칭되어, 그 수준을 종합대학 정도로 높이는 것을 과제로 하여, 이미 약간의 지역에서는 법제상 인정되고 있다. 영국에서는, 1902년의 교육법에 의해서 지방 교육당국이 관리하는 사범대학이 설치되기 시작하였는데, 그 수업연한은 2년이며, 또한 중등학교 졸업자격을 갖고 있지 않은 교원견습생이 많이 입학하였기 때문에, 대학 수준에는 훨씬 미치지 못하는 것이었다. 1944년의 마크네아 보고서에 의거하여 수업연한을 3개년으로 연장할 것을 결정하였고, 1960년까지 실시하기로 되어 있었다. 1963년의 로빈스 보고서는 사범대학을 참다운 대학수준으로 하기 위해서는 4년제로 할 것, 과정수료자에게 학사학위를 수여할 것 등을 권고하였다.

### 교원양성의 통일화
출발점에 있어서 초등교원양성과 중등교원 양성은 전혀 별개의 것으로 간주되고 있었다. 전자는 초등학교 졸업자가 들어가는 사범학교이고, 후자는 중등학교 졸업자가 들어가는 대학 또는 고등사범학교가 각기 교원양성을 담당하였다. 양자는 학교의 체계상 특별체계일 뿐 아니라, 입학하는 학생의 출신 계급의 차이와도 관련하여 큰 격차를 가지며, 이른바 동계번식(inbreeding)의 폐단을 낳고 있었다. 초등·중등 교원양성을 하나로 통합하자는 요구는 이미 1848년에 독일 교원단체에 의해서 주창되고 있었지만, 그러나 각국에 있어서의 일원화의 과정은 매우 완만하였다. 이 일원화는 초등 교원양성기관으로 출발한 사범학교를 대학수준으로 접근시켜, 교육대학과 종합대학과의 격차를 없애는 과정에서 서서히 달성되어 가고 있다. 그때 초등·중등 교원의 사회적·경제적 지위의 동일화, 중등 교원에게 부과될 교직 전문 과목의 강화 등 여러 부차적인 문제가 발생되었다. 미국에서는 초등·중등교원의 단일급여표가 채용되고, 일반대학의 졸업생이 자기의 적성과 흥미에 따라, 초등교원과 중등교원을 자유롭게 격차없이 선택한다고 하는 최근의 경향은 주목할 만한 것이다.

## 교원양성제도의 현황
오늘날 유럽, 미국 주요국가의 교원양성은 대개 대학수준에 있어서의 전문적인 교원양성을 목표로 행하여지고 있다.
- 미국: 사범대학(teachers college)이 교양대학(general college)이나 종합대학(university) 중의 1학부 또는 1학과로 통합되어, 그 속에서 교사양성을 하는 경향이 있다. 주립, 지방립, 사립 등 다양한데, 대개의 경우 주교육위원회가 과정의 인정을 맡고 있다. 수업연한은 4개년이다.

- 영국: 사범대학(training college)과 종합대학 교육학과의 2개의 양성기관이 있는데, 전자의 대부분은 지방교육당국이 세운 것이고, 후자는 모두 사립이다. 수업연한은 전자가 3개년, 후자는 대학 졸업 후 1개년간의 교육과정으로 성립되어 있다.

- 독일: 교육대학과 종합대학에 병합된 교육연구소가 있는데, 전자는 국립, 사립으로서 수업 기간은 3년이며, 후자는 모두 국립으로 수업연한은 4개년이다. 또한 독일에서는 2-3개년간의 교원인턴기간을 거쳐 시험에 합격한 후 비로소 정식임용된다는, 이른바 인턴제도를 채용하고 있다.

- 프랑스: 사범학교(école normale)가 초등교원의 양성을 맡고, 중등교원의 양성을 목적으로 하는 고등사범학교(école normale supérieur)와 구별하고 있다. 각 주에는 남녀 사범학교 각 1개교씩이 설치되어 있는데, 중등학교 제9학년 수료 후의 4개년간이다. 그 중 최초의 3개년간은 중등교육의 연장으로서 '바칼로레아' 자격을 위한 교육을 행하며, 나머지 1년간은 완전히 교과과정으로 배당하고 있는 것이 보통이다. 고등사범학교는 모두 5개교이며 국립으로서, 중등학교 13학년 수료 후의 가장 수준이 높은 고등교육기관이다.

## 교원양성제도의 동향
새로운 교원양성제도 중 특히 주목할 만한 가치가 있다고 생각되는 경향으로서는 다음의 3가지를 들 수 있다.
- 교원양성기관의 수업연한의 연장이 대학원의 단계에까지 나가고 있다는 점이다. 예를 들어 미국에서는 교원의 자격기준을 종래의 학사학위에서 석사학위로 높이는 경향이 있고, 이미 뉴욕주나 캘리포니아주 등에서 이것이 규정되고 있다. 이에 대응해서 사범대학이나 일반대학의 교육학부에서는 석사과정의 정비에 힘을 쏟고 있다. 영국에서도 로빈스 보고서는 교육대학원을 설치함으로써 종합대학과 사범대학과의 관계를 밀접하게 할 것을 제안하고 있다.

- 전문 교직 과정의 충실화이다. 특히 교직전문과목과 교과전문과목과를 결합시키기 위한 교과교육학의 학적 체계화와 대학 전문과목을 실천적인 것으로 하기 위한 교육실습이 현저하게 강화되고 있다. 예컨대 독일의 경우 교육대학협회는 교원양성의 이론적 핵심으로서 교과교수학(敎科敎授學, 독일어: Fachdidatik)의 중시를 내걸고 있다. 또한 교육실습을 교원양성의 실천적 중핵의 위치에 두고, 여기에 상당한 시간을 쓰고 있다. 교육실습을 중시하는 경향은 세계적인 현상으로 러시아에서는 평균 30-40주간, 영국에서는 12주간 이상을 할애하고 있고, 미국에서는 교직실지경험(professional laboratory experiences)의 중핵으로서 이를 중시하고 있다.

- 우수한 학생을 교원양성기관에 선발하기 위한 여러 조치가 강구되고 있다. 중등학교 수준으로부터 최근에 이르러서는 점차 대학수준으로 상승시키는 교원양성기관이 많아졌기 때문에, 시설, 교수 임직원, 교육내용 등의 충실화가 기도되고 있는 것은 물론, 여기에 덧붙여 장학제도의 확충, 병역 기타 의무의 면제, 교원의 급여와 신분의 향상 등 여러 조치가 강구되고 있다. 또한 여학생의 증가와 여성화에 대응하기 위한 조치도 중요한 과제로 대두되고 있다.

## 같이 보기
- 대한민국의 교원양성제도
- 대한민국의 사범대학
- 교육대학
- 교직과정
- 교사
- 교원단체